# 조수 (시인)
조수, 시인, 작가, 시나리오작가. 본명 曹宏波，자 亚欧，호 通天塔主.1982년 山西성 榆社 태생. 2008년 직장을 포기하고 티벳, 신강을 떠돌이로 생활하다가 현재는 자유기고인으로 살고 있다. 출간한 시집으로는《谁在苦闷中象征》《冷抒情》《亚欧大陆地史诗》，文集《巴别塔尖手记》《西藏新疆游历记》《可可西里动物王国》이 있고 ，장편소설 《巴别塔尖》《昆仑秘史》（3부작）《乱世孤星：虎台太子传奇》《北魏风云：源贺传》《雪豹王子》 등 20여부가 있고 시나리오로는 《太阳城》이 있고 텔레스크랩트는 《孔雀王》《昆仑神话》이 있으며 스테이지 대본 《雪豹王子》등 100여부가 있다. 장편소설이 드라마, 라디오 극, 무대극 등으로 개편되었다. 다수의 문학상을 받았고 중국작가협회 회원, 중국영화문학협회 회원이고 《大诗刊》주간，《诗歌周刊》부주필로 일하고 있다. 현재 노신문학원 작가반 석사과정을 밟고 있는 중이다.